# Mercedes Sahores
Mercedes Noel "Tety" Sahores Rosauer (nacida el 24 de septiembre de 1974, Ciudad de Neuquén, Provincia del Neuquén) es una montañera y esquiadora de travesía argentina. Fue la primera mujer de su país en coronar la cumbre del Monte Everest el 19 de mayo de 2009.

## Trayectoria
Es hija de Luis María Sahores Gattari y Marta Irene Rosauer. Nació en la provincia del Neuquén y es la más joven de cuatro niños. Su hermano mayor era Luis María ("Minino"), fallecido por leucemia a los 20 años. Comenzó a estudiar en el Colegio San Martín y después en el Instituto María Auxiliadora. Después estudió biología en la Universidad CAECE, en Buenos Aires. Es miembro del Instituto Nacional de Tecnología Agropecuaria y vive en San Carlos de Bariloche.
En sus comienzos practicaba tenis y equitación, aunque después se especializó en esquí de travesía y carreras de orientación por todo el mundo, realizando la Patagonian Expedition Race o la Expediçao Mata Atlântica. En el año 2002 se trasladó de Neuquén a Bariloche. En 2009 tuvo la oportunidad de ir al Monte Everest para acompañar a Damián Benegas, y consiguió alcanzar la cumbre más alta del planeta el 19 de mayo de 2009, convirtiéndose en la primera mujer argentina en conseguirlo. Tras esta hazaña viajó a Canadá y también pudo hacer escalada en Yosemite.
Ha ganado en tres ocasiones el Tetratlón de Chapelco, en 2000, 2006 y 2007. Y fue segunda en 2005 y 2008, ambas por detrás de Gabriela Castillo. En 2010 ganó la IV Edición del Vertical Race entre la base del cerro Catedral y el retorno de la telecabina Amancay.

## Palmarés
- Oro en el Campeonato Sudamericano de esquí de travesía (2005).
- Oro en el Campeonato Sudamericano de esquí de travesía (2009).
- 3 veces el Tetratlón de Chapelco (2000, 2006 y 2007).
- 4 veces el Tetratlón Catedral (2004, 2005, 2007 y 2008)
- II Open Internacional UPAME de esquí de montaña (2007).
- 2 veces la Vertical Race de esquí de montaña (2006 y 2007).
- Campeonato chileno de esquí de montaña (2005).
- II Open Internacional de esquí de montaña en Catedral (2005).
- Desafío de los Andes en Villa Pehuenia (2003).
- Tetratlón La Hoya (1999).
- 4 pruebas de la Eco Peugeot Salomon Traverse (2001 y 2003).